# وولودیمیر ورمیف
وولودیمیر ورمیف (اوکراینی: Володимир Григорович Веремеєв؛ زادهٔ ۸ نوامبر ۱۹۴۸) بازیکن و مربی فوتبال اهل اتحاد جماهیر شوروی سوسیالیستی است.
از باشگاه‌هایی که در آن بازی کرده‌است می‌توان به باشگاه فوتبال دینامو کی‌یف اشاره کرد.
وی همچنین در تیم ملی فوتبال شوروی بازی کرده‌است.